# Elecciones a la Cámara de Representantes de los Estados Unidos de 2022
Las elecciones a la Cámara de Representantes de los Estados Unidos de 2022 se llevaron a cabo el martes 8 de noviembre de dicho año. Se realizaron elecciones para elegir representantes de los 435 distritos de la Cámara de Representantes, los cuales son renovados cada dos años. También se eligieron delegados sin derecho a voto del Distrito de Columbia, Samoa Americana, Guam, Islas Marianas del Norte y las Islas Vírgenes.

## Financiación
Las empresas de capital inversión gastaron 146,8 millones de dólares en apoyar a los candidatos en las elecciones intermedias de 2022. Esta es la cantidad más alta que esta industria ha gastado en elecciones no presidenciales en Estados Unidos.

## Retirados
| Distrito             | Representante         | Ref.   |
| -------------------- | --------------------- | ------ |
| Arizona 2            | Ann Kirkpatrick       | [ 2 ]  |
| California 9         | Jerry McNerney        | [ 3 ]  |
| California 14        | Jackie Speier         | [ 4 ]  |
| California 37        | Karen Bass            | [ 5 ]  |
| California 40        | Lucille Roybal-Allard | [ 6 ]  |
| California 47        | Alan Lowenthal        | [ 7 ]  |
| Carolina del Norte 1 | G. K. Butterfield     | [ 8 ]  |
| Carolina del Norte 4 | David Price           | [ 9 ]  |
| Colorado 7           | Ed Perlmutter         | [ 10 ] |
| Florida 7            | Sthephanie Murphy     | [ 11 ] |
| Florida 10           | Val Demings           | [ 12 ] |
| Florida 13           | Charlie Crist         | [ 13 ] |
| Florida 22           | Ted Deutch            | [ 14 ] |
| Hawái 2              | Kai Kahele            | [ 15 ] |
| Illinois 1           | Bobby Rush            | [ 16 ] |
| Illinois 17          | Cheri Bustos          | [ 17 ] |
| Kentucky 3           | John Yarmuth          | [ 18 ] |
| Maryland 4           | Anthony G. Brown      | [ 19 ] |
| Míchigan 14          | Brenda Lawrence       | [ 20 ] |
| Nueva Jersey 8       | Albio Sires           | [ 21 ] |
| Nueva York 3         | Thomas Suozzi         | [ 22 ] |
| Nueva York 4         | Kathleen Rice         | [ 23 ] |
| Ohio 13              | Tim Ryan              | [ 24 ] |
| Oregón 4             | Peter DeFazio         | [ 25 ] |
| Pensilvania 17       | Conor Lamb            | [ 26 ] |
| Pensilvania 18       | Mike Doyle            | [ 27 ] |
| Rhode Island 2       | Jim Langevin          | [ 28 ] |
| Tennessee 5          | Jim Cooper            | [ 29 ] |
| Texas 30             | Eddie Bernice Johnson | [ 30 ] |
| Vermont at-large     | Peter Welch           | [ 31 ] |
| Wisconsin 3          | Ron Kind              | [ 32 ] |

| Distrito              | Representante      | Ref.   |
| --------------------- | ------------------ | ------ |
| Alabama 5             | Mo Brooks          | [ 33 ] |
| California 22         | Connie Conway      | [ 34 ] |
| Carolina del Norte 13 | Ted Budd           | [ 35 ] |
| Georgia 10            | Jody Hice          | [ 36 ] |
| Illinois 16           | Adam Kinzinger     | [ 37 ] |
| Indiana 9             | Trey Hollingsworth | [ 38 ] |
| Míchigan 6            | Fred Upton         | [ 39 ] |
| Misuri 4              | Vicky Hartzler     | [ 40 ] |
| Misuri 7              | Billy Long         | [ 41 ] |
| Nueva York 1          | Lee Zeldin         | [ 42 ] |
| Nueva York 24         | John Katko         | [ 43 ] |
| Nueva York 27         | Chris Jacobs       | [ 44 ] |
| Ohio 7                | Bob Gibbs          | [ 45 ] |
| Ohio 16               | Anthony Gonzalez   | [ 46 ] |
| Oklahoma 2            | Markwayne Mullin   | [ 47 ] |
| Pensilvania 12        | Fred Keller        | [ 48 ] |
| Texas 1               | Louie Gohmert      | [ 49 ] |
| Texas 3               | Van Taylor         | [ 50 ] |
| Texas 8               | Kevin Brady        | [ 51 ] |

## Encuestas

### Promedio
| Fuente de la agregación de encuestas | Fechas encuestadas                        | Partido Republicano | Partido Demócrata | Dif.       |
| ------------------------------------ | ----------------------------------------- | ------------------- | ----------------- | ---------- |
| RealClearPolitics                    | 12-28 de octubre de 2022                  | 47.9% 4.0           | 45.1% 0.3         | +2.8% 0.2  |
| FiveThirtyEight                      | 1 de abril de 2021-1 de noviembre de 2022 | 46.5% 2.9           | 45.2% 0.5         | +1.3% 1.3  |
|                                      |                                           |                     |                   |            |
| Promedio                             | Promedio                                  | 47.20% 3.40         | 45.15% 1.00       | 2.05% 2.05 |

### Noviembre 2022
| Fuente de la encuesta                   | Fecha(s) de realización      | Tamaño de muestra | Partido Republicano | Partido Demócrata | Dif. |
| --------------------------------------- | ---------------------------- | ----------------- | ------------------- | ----------------- | ---- |
| AtlasIntel                              | 5-7 de noviembre             | 863 (LV)          | 50%                 | 47%               | +3%  |
| Trafalgar Group                         | 4-6 de noviembre             | 1099 (LV)         | 49%                 | 43%               | +6%  |
| YouGov                                  | 3-6 de noviembre             | 1071 (LV)         | 49%                 | 48%               | +1%  |
| Data for Progress                       | 3-6 de noviembre             | 1130 (LV)         | 52%                 | 48%               | +4%  |
| Hart Research Associates/Public Opinion | 3-5 de noviembre             | 786 (LV)          | 47%                 | 48%               | +1%  |
| Hart Research Associates/Public Opinion | 3-5 de noviembre             | 1000 (RV)         | 47%                 | 47%               | -    |
| Big Village                             | 2-4 de noviembre             | 702 (LV)          | 46%                 | 50%               | +4%  |
| Rasmussen Reports/Pulse Opinion         | 30 de octubre-3 de noviembre | 2500 (LV)         | 48%                 | 43%               | +5%  |
| Big Village                             | 31 de octubre-2 de noviembre | 702 (LV)          | 45%                 | 52%               | +7%  |
| YouGov                                  | 29 de octubre-1 de noviembre | 1101 (LV)         | 49%                 | 49%               | -    |
| YouGov                                  | 29 de octubre-1 de noviembre | 1330 (LV)         | 48%                 | 48%               | -    |

### Octubre 2022
| Fuente de la encuesta           | Fecha(s) de realización       | Tamaño de muestra | Partido Republicano | Partido Demócrata | Dif. |
| ------------------------------- | ----------------------------- | ----------------- | ------------------- | ----------------- | ---- |
| Data for Progress               | 28-31 de octubre              | 1276 (LV)         | 51%                 | 47%               | +4%  |
| SSRS                            | 26-31 de octubre              | 992 (LV)          | 51%                 | 47%               | +4%  |
| Cygnal                          | 28-30 de octubre              | 2015 (LV)         | 50%                 | 47%               | +3%  |
| YouGov                          | 26-28 de octubre              | 1899 (LV)         | 47%                 | 45%               | +2%  |
| Data for Progress               | 26-27 de octubre              | 1217 (LV)         | 49%                 | 45%               | +4%  |
| Trafalgar Group                 | 25-27 de octubre              | 1089 (LV)         | 48%                 | 42%               | +6%  |
| Rasmussen Reports/Pulse Opinion | 23-27 de octubre              | 2500 (LV)         | 49%                 | 42%               | +7%  |
| Echelon Insights                | 24-26 de octubre              | 1014 (LV)         | 46%                 | 48%               | +2%  |
| InsiderAdvantage                | 25 de octubre                 | 750 (LV)          | 48%                 | 44%               | +4%  |
| Suffolk University              | 19-24 de octubre              | 1000 (LV)         | 49%                 | 45%               | +4%  |
| Rasmussen Reports/Pulse Opinion | 16-20 de octubre              | 2500 (LV)         | 47%                 | 43%               | +4%  |
| Emerson College                 | 18-19 de octubre              | 1000 (RV)         | 46%                 | 41%               | +5%  |
| YouGov                          | 16-18 de octubre              | 1110 (LV)         | 47%                 | 46%               | +1%  |
| Morning Consult                 | 14-16 de octubre              | 2005 (RV)         | 44%                 | 45%               | +1%  |
| YouGov                          | 12-14 de octubre              | 1753 (LV)         | 47%                 | 45%               | +2%  |
| Harris Poll                     | 12-13 de octubre              | 2010 (RV)         | 50%                 | 50%               | -    |
| Rasmussen Reports/Pulse Opinion | 9-13 de octubre               | 2500 (LV)         | 48%                 | 41%               | +7%  |
| Trafalgar Group                 | 10-12 de octubre              | 1079 (LV)         | 48%                 | 43%               | +5%  |
| Beacon Research/Shaw & Company  | 9-12 de octubre               | 1206 (RV)         | 41%                 | 44%               | +3%  |
| YouGov                          | 8-11 de octubre               | 1330 (RV)         | 44%                 | 46%               | +2%  |
| Morning Consult                 | 7-9 de octubre                | 8381 (LV)         | 45%                 | 48%               | +3%  |
| Big Village                     | 5-7 de octubre                | 708 (LV)          | 45%                 | 50%               | +5%  |
| Rasmussen Reports/Pulse Opinion | 2-6 de octubre                | 2500 (LV)         | 47%                 | 43%               | +4%  |
| John Zogby Strategies           | 5 de octubre                  | 1006 (LV)         | 43%                 | 45%               | +2%  |
| YouGov                          | 1-4 de octubre                | 1305 (RV)         | 44%                 | 45%               | +1%  |
| InsiderAdvantage                | 3 de octubre                  | 750 (LV)          | 47%                 | 44%               | +3%  |
| Data for Progress               | 16 de septiembre-3 de octubre | 7380 (LV)         | 47%                 | 45%               | +2%  |
| Morning Consult                 | 30 de septiembre-2 de octubre | 2005 (RV)         | 43%                 | 46%               | +3%  |
| Morning Consult                 | 30 de septiembre-2 de octubre | 7923 (LV)         | 44%                 | 49%               | +5%  |

### Septiembre 2022
| Fuente de la encuesta                                                    | Fecha(s) de realización       | Tamaño de muestra | Partido Republicano | Partido Demócrata | Dif. |
| ------------------------------------------------------------------------ | ----------------------------- | ----------------- | ------------------- | ----------------- | ---- |
| Marist College                                                           | 27-29 de septiembre           | 1562 (RV)         | 44%                 | 46%               | +2%  |
| Rasmussen Reports/Pulse Opinion                                          | 25-29 de septiembre           | 2500 (LV)         | 45%                 | 44%               | +1%  |
| Trafalgar Group                                                          | 25-27 de septiembre           | 1084 (LV)         | 51%                 | 46%               | +5%  |
| YouGov                                                                   | 24-27 de septiembre           | 1055 (LV)         | 47%                 | 46%               | +1%  |
| Morning Consult                                                          | 24-26 de septiembre           | 7947 (LV)         | 44%                 | 48%               | +4%  |
| Morning Consult                                                          | 23-25 de septiembre           | 2005 (RV)         | 43%                 | 45%               | +2%  |
| McLaughlin & Associates                                                  | 17-22 de septiembre           | 1000 (LV)         | 48%                 | 44%               | +4%  |
| Echelon Insights                                                         | 16-19 de septiembre           | 1056 (LV)         | 44%                 | 49%               | +5%  |
| Morning Consult                                                          | 15-17 de septiembre           | 7947 (LV)         | 45%                 | 48%               | +3%  |
| Cygnal                                                                   | 14-16 de septiembre           | 5196 (LV)         | 47%                 | 47%               | -    |
| OnMessage                                                                | 12-15 de septiembre           | 1600 (LV)         | 46%                 | 43%               | +3%  |
| Rasmussen Reports/Pulse Opinion                                          | 11-15 de septiembre           | 2500 (LV)         | 43%                 | 42%               | +1%  |
| GQR                                                                      | 9-15 de septiembre            | 1000 (RV)         | 47%                 | 50%               | +3%  |
| Data for Progress                                                        | 29 de agosto-15 de septiembre | 4258 (LV)         | 47%                 | 45%               | +2%  |
| Marquette University Law School                                          | 7-14 de septiembre            | 1282 (RV)         | 41%                 | 47%               | +6%  |
| Siena College/The New York Times                                         | 6-14 de septiembre            | 1399 (RV)         | 44%                 | 46%               | +2%  |
| YouGov                                                                   | 10-13 de septiembre           | 1307 (RV)         | 39%                 | 43%               | +4%  |
| Hart Research/Public Opinion Strategies                                  | 9-13 de septiembre            | 1000 (RV)         | 46%                 | 46%               | -    |
| Morning Consult                                                          | 10-12 de septiembre           | 7947 (LV)         | 45%                 | 48%               | +3%  |
| Beacon Research/Shaw & Company                                           | 9-12 de septiembre            | 1201 (RV)         | 41%                 | 44%               | +3%  |
| Morning Consult                                                          | 9-11 de septiembre            | 2006 (RV)         | 42%                 | 47%               | +5%  |
| Navigator Research                                                       | 8-11 de septiembre            | 1001 (RV)         | 42%                 | 48%               | +6%  |
| Trafalgar Group                                                          | 7-9 de septiembre             | 1081 (LV)         | 48%                 | 42%               | +6%  |
| Morning Consult                                                          | 7-9 de septiembre             | 7947 (LV)         | 44%                 | 48%               | +4%  |
| Big Village                                                              | 7-9 de septiembre             | 857 (RV)          | 41%                 | 46%               | +5%  |
| Harris Poll                                                              | 7-8 de septiembre             | 1854 (RV)         | 49%                 | 51%               | +2%  |
| Rasmussen Reports/Pulse Opinion                                          | 4-8 de septiembre             | 2500 (LV)         | 46%                 | 42%               | +4%  |
| Ipsos                                                                    | 6-7 de septiembre             | 1003 (A)          | 34%                 | 36%               | +2%  |
| YouGov                                                                   | 3-6 de septiembre             | 1337 (RV)         | 38%                 | 44%               | +6%  |
| YouGov                                                                   | 2-6 de septiembre             | 1244 (RV)         | 40%                 | 45%               | +5%  |
| Morning Consult                                                          | 2-4 de septiembre             | 8909 (LV)         | 45%                 | 47%               | +2%  |
| OnMessage                                                                | 1-3 de septiembre             | 800 (LV)          | 46%                 | 44%               | +2%  |
| InsiderAdvantage                                                         | 1 de septiembre               | 500 (LV)          | 44%                 | 45%               | +1%  |
| Morning Consult                                                          | 30 de agosto-1 de septiembre  | 8724 (LV)         | 45%                 | 48%               | +3%  |
| Marist College Archivado el 11 de septiembre de 2022 en Wayback Machine. | 29 de agosto-1 de septiembre  | 1151 (RV)         | 44%                 | 48%               | +4%  |
| Rasmussen Reports/Pulse Opinion                                          | 28 de agosto-1 de septiembre  | 2500 (LV)         | 47%                 | 42%               | +5%  |

### Agosto 2022
| Fuente de la encuesta           | Fecha(s) de realización | Tamaño de muestra | Partido Republicano | Partido Demócrata | Dif. |
| ------------------------------- | ----------------------- | ----------------- | ------------------- | ----------------- | ---- |
| Navigator Research              | 26-31 de agosto         | 1000 (RV)         | 43%                 | 48%               | +5%  |
| YouGov                          | 28-30 de agosto         | 1342 (RV)         | 38%                 | 46%               | +8%  |
| Trafalgar Group                 | 28-30 de agosto         | 1084 (LV)         | 47%                 | 41%               | +6%  |
| Quinnipiac University           | 25-29 de agosto         | 1419 (RV)         | 43%                 | 47%               | +4%  |
| Morning Consult                 | 26-28 de agosto         | 2007 (RV)         | 42%                 | 47%               | +5%  |
| Data for Progress               | 12-28 de agosto         | 8876 (LV)         | 46%                 | 45%               | +1%  |
| YouGov                          | 24-26 de agosto         | 1854 (LV)         | 47%                 | 45%               | +2%  |
| Big Village                     | 24-26 de agosto         | 848 (RV)          | 41%                 | 48%               | +7%  |
| Rasmussen Reports/Pulse Opinion | 21-25 de agosto         | 2500 (LV)         | 47%                 | 42%               | +5%  |
| Emerson College                 | 23-24 de agosto         | 1000 (RV)         | 45%                 | 44%               | +1%  |
| NewsNation                      | 22-23 de agosto         | 1028 (RV)         | 45%                 | 42%               | +3%  |
| YouGov                          | 20-23 de agosto         | 1318 (RV)         | 39%                 | 44%               | +5%  |
| Echelon Insights                | 19-22 de agosto         | 1054 (LV)         | 44%                 | 48%               | +4%  |
| YouGov                          | 18-22 de agosto         | 1188 (RV)         | 39%                 | 45%               | +6%  |
| Morning Consult                 | 19-21 de agosto         | 2005 (RV)         | 42%                 | 47%               | +5%  |
| Cygnal                          | 19-21 de agosto         | 5647 (LV)         | 47%                 | 47%               | -    |
| Rasmussen Reports/Pulse Opinion | 14-18 de agosto         | 2500 (LV)         | 46%                 | 41%               | +5%  |
| Trafalgar Group                 | 14-16 de agosto         | 1091 (LV)         | 47%                 | 42%               | +5%  |
| YouGov                          | 13-16 de agosto         | 1331 (RV)         | 39%                 | 45%               | +6%  |
| Morning Consult                 | 12-14 de agosto         | 2005 (RV)         | 42%                 | 46%               | +4%  |
| Big Village                     | 10-12 de agosto         | 828 (RV)          | 42%                 | 46%               | +4%  |
| Rasmussen Reports/Pulse Opinion | 7-11 de agosto          | 2500 (LV)         | 46%                 | 43%               | +3%  |
| YouGov                          | 7-9 de agosto           | 1331 (RV)         | 38%                 | 44%               | +6%  |
| Beacon Research/Shaw & Company  | 6-9 de agosto           | 1002 (RV)         | 41%                 | 41%               | -    |
| The Bullfinch Group             | 5-8 de agosto           | 1008 (RV)         | 44%                 | 45%               | +1%  |
| Morning Consult                 | 5-7 de agosto           | 2005 (RV)         | 43%                 | 44%               | +1%  |
| Rasmussen Reports               | 31 de julio-4 de agosto | 2500 (LV)         | 46%                 | 43%               | +3%  |
| Ipsos                           | 1-2 de agosto           | 1004 (A)          | 33%                 | 35%               | +2%  |
| Data for Progress               | 1-2 de agosto           | 1377 (LV)         | 48%                 | 44%               | +4%  |
| YouGov                          | 30 de julio-2 de agosto | 1325 (RV)         | 39%                 | 44%               | +5%  |
| InsiderAdvantage                | 31 de julio-1 de agosto | 800 (LV)          | 45%                 | 44%               | +1%  |
| YouGov                          | 28 de julio-1 de agosto | 1153 (RV)         | 39%                 | 45%               | +6%  |
| Monmouth University             | 28 de julio-1 de agosto | 751 (RV)          | 46%                 | 49%               | +3%  |

### Julio 2022
| Fuente de la encuesta            | Fecha(s) de realización | Tamaño de muestra | Partido Republicano | Partido Demócrata | Dif. |
| -------------------------------- | ----------------------- | ----------------- | ------------------- | ----------------- | ---- |
| Morning Consult                  | 29-31 de julio          | 2006 (RV)         | 43%                 | 45%               | +2%  |
| YouGov                           | 27-29 de julio          | 1537 (LV)         | 45%                 | 43%               | +2%  |
| Harris Poll                      | 27-28 de julio          | 1885 (RV)         | 50%                 | 50%               | -    |
| OnMessage                        | 26-28 de julio          | 800 (LV)          | 45%                 | 44%               | +1%  |
| Rasmussen Reports                | 24-28 de julio          | 2500 (LV)         | 46%                 | 41%               | +5%  |
| YouGov                           | 23-26 de julio          | 1311 (RV)         | 38%                 | 44%               | +6%  |
| Suffolk University               | 22-25 de julio          | 1000 (RV)         | 40%                 | 44%               | +4%  |
| Data for Progress                | 13-25 de julio          | 6772 (LV)         | 48%                 | 45%               | +3%  |
| McLaughlin & Associates          | 21-24 de julio          | 1000 (LV)         | 48%                 | 43%               | +5%  |
| Trafalgar Group                  | 20-22 de julio          | 1085 (LV)         | 48%                 | 40%               | +8%  |
| Rasmussen Reports                | 17-21 de julio          | 2500 (LV)         | 49%                 | 39%               | +10% |
| Emerson College                  | 19-20 de julio          | 1078 (RV)         | 45%                 | 44%               | +1%  |
| YouGov                           | 16-19 de julio          | 1278 (RV)         | 40%                 | 43%               | +3%  |
| Echelon Insights                 | 15-18 de julio          | 1022 (LV)         | 44%                 | 48%               | +4%  |
| Quinnipiac University            | 14-18 de julio          | 1367 (RV)         | 44%                 | 45%               | +1%  |
| Morning Consult                  | 15-17 de julio          | 2005 (RV)         | 41%                 | 45%               | +4%  |
| Big Village                      | 13-15 de julio          | 851 (RV)          | 41%                 | 45%               | +4%  |
| Rasmussen Reports                | 10-14 de julio          | 2500 (LV)         | 47%                 | 39%               | +8%  |
| Beacon Research                  | 10-13 de julio          | 1001 (RV)         | 44%                 | 41%               | +3%  |
| YouGov                           | 9-11 de julio           | 1304 (RV)         | 40%                 | 43%               | +3%  |
| YouGov                           | 8-11 de julio           | 1262 (RV)         | 39%                 | 43%               | +4%  |
| Morning Consult                  | 8-10 de julio           | 2005 (RV)         | 42%                 | 46%               | +4%  |
| Siena College/The New York Times | 5-7 de julio            | 849 LV)           | 44%                 | 43%               | +1%  |
| Rasmussen Reports                | 5-7 de julio            | 2000 (LV)         | 48%                 | 40%               | +8%  |
| Insider Advantage                | 5-6 de julio            | 825 (LV)          | 50%                 | 42%               | +8%  |
| YouGov                           | 2-5 de julio            | 1343 (LV)         | 40%                 | 43%               | +3%  |
| Big Village                      | 1-3 de julio            | 827 (RV)          | 42%                 | 47%               | +5%  |
| Big Village                      | 1-3 de julio            | 1008 (A)          | 37%                 | 41%               | +4%  |

### Junio 2022
| Fuente de la encuesta                                                                             | Fecha(s) de realización | Tamaño de muestra | Partido Republicano | Partido Demócrata | Dif. |
| ------------------------------------------------------------------------------------------------- | ----------------------- | ----------------- | ------------------- | ----------------- | ---- |
| Rasmussen Reports                                                                                 | 26-30 de junio          | 2500 (LV)         | 47%                 | 42%               | +5%  |
| Emerson College                                                                                   | 28-29 de junio          | 1271 (RV)         | 46%                 | 43%               | +3%  |
| YouGov                                                                                            | 25-28 de junio          | 776 (LV)          | 45%                 | 40%               | +5%  |
| Morning Consult                                                                                   | 24-25 de junio          | 2005 (RV)         | 42%                 | 45%               | +3%  |
| Marist College                                                                                    | 24-25 de junio          | 868 (RV)          | 41%                 | 48%               | +7%  |
| La Corte Suprema anula los fallos Roe contra Wade y Planned Parenthood contra Casey (24 de junio) |                         |                   |                     |                   |      |
| Trafalgar Group                                                                                   | 20-23 de junio          | 1079 (RV)         | 49%                 | 40%               | +9%  |
| Rasmussen Reports                                                                                 | 19-23 de junio          | 2500 (LV)         | 48%                 | 40%               | +8%  |
| McLaughlin & Associates                                                                           | 17-22 de junio          | 1000 (LV)         | 48%                 | 44%               | +4%  |
| YouGov                                                                                            | 17-21 de junio          | 770 (LV)          | 45%                 | 41%               | +4%  |
| Morning Consult                                                                                   | 17-20 de junio          | 2004 (RV)         | 42%                 | 42%               | -    |
| OnMessage                                                                                         | 17-19 de junio          | 800 (LV)          | 47%                 | 43%               | +4%  |
| Rasmussen Reports                                                                                 | 12-16 de junio          | 2500 (LV)         | 46%                 | 41%               | +5%  |
| Suffolk University                                                                                | 12-15 de junio          | 1000 (RV)         | 40%                 | 40%               | -    |
| YouGov                                                                                            | 11-14 de junio          | 749 (LV)          | 46%                 | 42%               | +4%  |
| Beacon Research/Shaw & Company                                                                    | 10-13 de junio          | 1002 (RV)         | 47%                 | 44%               | +3%  |
| Morning Consult                                                                                   | 10-12 de junio          | 2005 (RV)         | 42%                 | 44%               | +2%  |
| Rasmussen Reports                                                                                 | 5-9 de junio            | 2500 (LV)         | 48%                 | 39%               | +9%  |
| Ipsos                                                                                             | 6-7 de junio            | 1005 (A)          | 37%                 | 39%               | +2%  |
| YouGov                                                                                            | 4-7 de junio            | 821 (LV)          | 45%                 | 43%               | +2%  |
| Quinnipiac University                                                                             | 3-6 de junio            | 1413 (RV)         | 46%                 | 41%               | +5%  |
| Ipsos                                                                                             | 26 de mayo-6 de junio   | 1691 (A)          | 29%                 | 27%               | +2%  |
| Morning Consult                                                                                   | 4-5 de junio            | 2006 (RV)         | 42%                 | 42%               | -    |
| Engine Insights                                                                                   | 1-3 de junio            | 822 (RV)          | 44%                 | 43%               | +1%  |
| Rasmussen Reports                                                                                 | 29 de mayo-2 de junio   | 2500 (LV)         | 48%                 | 40%               | +8%  |

### Mayo 2022
| Fuente de la encuesta    | Fecha(s) de realización | Tamaño de muestra | Partido Republicano | Partido Demócrata | Dif. |
| ------------------------ | ----------------------- | ----------------- | ------------------- | ----------------- | ---- |
| YouGov                   | 28-31 de mayo           | 776 (LV)          | 43%                 | 43%               | -    |
| Rasmussen Reports        | 22-26 de mayo           | 2500 (LV)         | 47%                 | 41%               | +6%  |
| Emerson                  | 24-25 de mayo           | 1148 (RV)         | 45%                 | 42%               | +3%  |
| YouGov                   | 21-24 de mayo           | 1332 (RV)         | 45%                 | 41%               | +4%  |
| Politico                 | 20-22 de mayo           | 2005 (RV)         | 41%                 | 45%               | +4%  |
| Harvard-Harris           | 18-19 de mayo           | 1963 (RV)         | 51%                 | 49%               | +2%  |
| Rasmussen Reports        | 15-19 de mayo           | 2500 (LV)         | 48%                 | 39%               | +9%  |
| Quinnipiac University    | 12-16 de mayo           | 1421 (RV)         | 47%                 | 43%               | +4%  |
| Quinnipiac University    | 12-16 de mayo           | 1586 (A)          | 47%                 | 42%               | +5%  |
| Marist College           | 9-13 de mayo            | 1213 (RV)         | 42%                 | 47%               | +5%  |
| YouGov                   | 8-10 de mayo            | 1361 (RV)         | 49%                 | 51%               | +2%  |
| Morning Consult          | 6-9 de mayo             | 2005 (RV)         | 42%                 | 44%               | +2%  |
| Senate Opportunity Fund  | 4-6 de mayo             | 800 (LV)          | 45%                 | 44%               | +1%  |
| CNN/SSRS                 | 3-5 de mayo             | 645 (RV)          | 49%                 | 42%               | +7%  |
| Morning Consult          | 29 de abril-2 de mayo   | 2000 (RV)         | 43%                 | 43%               | -    |
| CNN/SSRS                 | 28 de abril-1 de mayo   | 806 (RV)          | 45%                 | 44%               | +1%  |
| Fox News/Beacon Research | 28 de abril-1 de mayo   | 1003 (RV)         | 46%                 | 39%               | +7%  |

### Abril 2022
| Fuente de la encuesta          | Fecha(s) de realización | Tamaño de muestra | Partido Republicano | Partido Demócrata | Dif. |
| ------------------------------ | ----------------------- | ----------------- | ------------------- | ----------------- | ---- |
| Susquehanna Polling & Research | 19-27 de abril          | 302 (LV)          | 49%                 | 39%               | +10% |
| Emerson College                | 25-26 de abril          | 1000 (RV)         | 47%                 | 41%               | +6%  |
| McLaughlin & Associates        | 22-26 de abril          | 1000 (LV)         | 48%                 | 43%               | +5%  |
| Marist College                 | 19-26 de abril          | 1162 (RV)         | 47%                 | 44%               | +3%  |
| Politico/Morning Consult       | 22-25 de abril          | 2004 (RV)         | 42%                 | 43%               | +1%  |
| Quinnipiac University          | 21-25 de abril          | 1409 (RV)         | 45%                 | 42%               | +3%  |
| Quinnipiac University          | 21-25 de abril          | 1554 (A)          | 44%                 | 40%               | +4%  |
| InsiderAdventage               | 21-23 de abril          | 750 (LV)          | 51%                 | 39%               | +12% |
| Engine Insights                | 20-22 de abril          | 1005 (A)          | 37%                 | 37%               | -    |
| Trafalgar Group                | 18-20 de abril          | 1077 (LV)         | 48%                 | 39%               | +9%  |
| Echelon Insights               | 18-20 de abril          | 1001 (LV)         | 47%                 | 45%               | +2%  |
| NewsNation                     | 17-18 de abril          | 1038 (RV)         | 41%                 | 40%               | +1%  |
| Cygnal                         | 15-18 de abril          | 5846 (LV)         | 47%                 | 45%               | +2%  |
| Public Opinion Strategies      | 12-18 de abril          | 1500 (RV)         | 51%                 | 49%               | +2%  |
| Politico/Morning Consult       | 15-17 de abril          | 2005 (RV)         | 42%                 | 43%               | +1%  |
| Rasmussen Reports              | 10-14 de abril          | 2500 (LV)         | 47%                 | 39%               | +8%  |
| Economist/YouGov               | 9-12 de abril           | 1303 (RV)         | 39%                 | 42%               | +3%  |
| Politico/Morning Consult       | 8-11 de abril           | 2005 (RV)         | 43%                 | 40%               | +3%  |
| Quinnipiac University          | 31 de marzo-4 de abril  | 1280 (RV)         | 47%                 | 43%               | +4%  |

### Marzo 2022
| Fuente de la encuesta                                                 | Fecha(s) de realización | Tamaño de muestra | Partido Republicano | Partido Demócrata | Dif. |
| --------------------------------------------------------------------- | ----------------------- | ----------------- | ------------------- | ----------------- | ---- |
| Harvard-Harris                                                        | 23-24 de marzo          | 1990 (RV)         | 53%                 | 47%               | +6%  |
| NewsNation                                                            | 21-22 de marzo          | 1086 (RV)         | 41%                 | 39%               | +2%  |
| McLaughlin & Associates                                               | 17-22 de marzo          | 1000 (LV)         | 48%                 | 44%               | +4%  |
| Politico/Morning Consult                                              | 18-21 de marzo          | 2005 (RV)         | 41%                 | 42%               | +1%  |
| Fox News                                                              | 18-21 de marzo          | 1004 (RV)         | 43%                 | 41%               | +2%  |
| Emerson College                                                       | 18-20 de marzo          | 1023 (RV)         | 47%                 | 42%               | +5%  |
| Senate Opportunity Fund                                               | 15-17 de marzo          | 800 (LV)          | 47%                 | 44%               | +3%  |
| Rasmussen Reports                                                     | 13-17 de marzo          | 2500 (LV)         | 50%                 | 39%               | +11% |
| Politico/Morning Consult                                              | 11-14 de marzo          | 2005 (RV)         | 43%                 | 42%               | +1%  |
| InsiderAdvantage Archivado el 15 de marzo de 2022 en Wayback Machine. | 7-9 de marzo            | 750 (LV)          | 48%                 | 40%               | +8%  |
| Economist/YouGov                                                      | 5-8 de marzo            | 1227 (RV)         | 39%                 | 44%               | +5%  |
| Wall Street Journal                                                   | 2-7 de marzo            | 1500 (RV)         | 46%                 | 41%               | +5%  |
| Politico/Morning Consult                                              | 3-6 de marzo            | 2005 (RV)         | 41%                 | 43%               | +2%  |

### Febrero 2022
| Fuente de la encuesta        | Fecha(s) de realización  | Tamaño de muestra | Partido Republicano | Partido Demócrata | Dif. |
| ---------------------------- | ------------------------ | ----------------- | ------------------- | ----------------- | ---- |
| Economist/YouGov             | 26 de febrero-2 de marzo | 1205 (RV)         | 38%                 | 42%               | +4%  |
| Politico/Morning Consult     | 25-27 de febrero         | 2004 (RV)         | 41%                 | 42%               | +1%  |
| Harvard-Harris               | 23-24 de febrero         | 2026 (RV)         | 51%                 | 49%               | +2%  |
| ABC News/The Washington Post | 20-24 de febrero         | 904 (RV)          | 49%                 | 42%               | +7%  |
| Fox News                     | 19-22 de febrero         | 1001 (RV)         | 49%                 | 45%               | +4%  |
| Emerson                      | 19-20 de febrero         | 1138 (RV)         | 50%                 | 41%               | +9%  |
| Rasmussen Reports            | 13-17 de febrero         | 2500 (LV)         | 50%                 | 37%               | +13% |
| Quinnipiac                   | 10-14 de febrero         | 1172 (RV)         | 46%                 | 44%               | +2%  |
| Politico/Morning Consult     | 12-13 de febrero         | 2005 (RV)         | 43%                 | 41%               | +2%  |
| Economist/YouGov             | 12-15 de febrero         | 1231 (RV)         | 37%                 | 42%               | +5%  |
| Susquehanna                  | 3-9 de febrero           | 800 (LV)          | 47%                 | 41%               | +6%  |
| YouGov                       | 5-8 de febrero           | 1255 (RV)         | 39%                 | 43%               | +4%  |
| Político                     | 5-6 de febrero           | 2005 (RV)         | 43%                 | 42%               | +1%  |

### Enero 2022
| Fuente de la encuesta | Fecha(s) de realización | Tamaño de muestra | Partido Republicano | Partido Demócrata | Dif. |
| --------------------- | ----------------------- | ----------------- | ------------------- | ----------------- | ---- |
| Monmouth              | 20-24 de enero          | 735 (RV)          | 51%                 | 43%               | +8%  |
| Insider Advantage     | 21-23 de enero          | 850 (LV)          | 49%                 | 42%               | +7%  |
| Harris                | 19-20 de enero          | 1815 (RV)         | 53%                 | 47%               | +6%  |
| Fox News              | 16-19 de enero          | 1001 (RV)         | 44%                 | 43%               | +1%  |

### Diciembre 2021
| Fuente de la encuesta | Fecha(s) de realización | Tamaño de muestra | Partido Republicano | Partido Demócrata | Dif. |
| --------------------- | ----------------------- | ----------------- | ------------------- | ----------------- | ---- |
| Morning Consult       | 4-6 de diciembre        | 1,265 (RV)        | 41%                 | 44%               | +3%  |

### Noviembre 2021
| Fuente de la encuesta        | Fecha(s) de realización | Tamaño de muestra | Partido Republicano | Partido Demócrata | Dif.  |
| ---------------------------- | ----------------------- | ----------------- | ------------------- | ----------------- | ----- |
| YouGov                       | 27-30 de noviembre      | 1,272 (RV)        | 37%                 | 42%               | +5%   |
| YouGov                       | 20-23 de noviembre      | 1,249 (RV)        | 40%                 | 40%               | -     |
| Echelon Insights             | 12-18 de noviembre      | 839 (LV)          | 44%                 | 49%               | +5%   |
| Quinnipiac University        | 11-15 de noviembre      | 1,262 (RV)        | 46%                 | 41%               | +5%   |
| ABC News/The Washington Post | 7-10 de noviembre       | 882 (RV)          | 51%                 | 41%               | +10%  |
| Elecciones de 2020           | 3 de noviembre de 2020  | N/A               | 47.7%               | 50.8%             | +3.1% |

## Elecciones especiales
| Distrito        | Titular          | Titular     | Titular          | Elección especial                             | Elección especial                                                                          |
| Distrito        | Miembro          | Partido     | Primera elección | Resultados                                    | Candidatos                                                                                 |
| --------------- | ---------------- | ----------- | ---------------- | --------------------------------------------- | ------------------------------------------------------------------------------------------ |
| Florida 20      | Alcee Hastings   | Demócrata   | 2012             | Nuevo miembro elegido el 11 de enero de 2022  | Sheila Cherfilus-McCormick (D) · Jason Mariner (R) · Mike ter Maat (L)                     |
| California 22   | Devin Nunes      | Republicano | 2002             | Nuevo miembro elegido el 7 de junio de 2022   | Connie Conway (R) · Lourin Hubbard                                                         |
| Texas 34        | Filemon Vela     | Demócrata   | 2012             | Nuevo miembro elegido el 14 de junio de 2022  | Mayra Flores (R) · Daniel Sanchez (D) · Rene Coronado (D) · Juana Cantu-Cabrera (R)        |
| Nebraska 1      | Jeff Fortenberry | Republicano | 2004             | Nuevo miembro elegido el 28 de junio de 2022  | Mike Flood (R) · Patty Pansing Brooks (D)                                                  |
| Minnesota 1     | Jim Hagedorn     | Republicano | 2018             | Nuevo miembro elegido el 9 de agosto de 2022  | Brad Finstad (R) · Jeffrey Ettinger (DFL) · Haroun McClellan (LC) · Richard Reisdorf (LMN) |
| Alaska at-large | Don Young        | Republicano | 1973             | Nuevo miembro elegido el 16 de agosto de 2022 | Mary Peltola (D) · Sarah Palin (R) Nick Begich III (R)                                     |
| Nueva York 19   | Antonio Delgado  | Demócrata   | 2018             | Nuevo miembro elegido el 23 de agosto de 2022 | Pat Ryan (D) · Marc Molinaro (R)                                                           |
| Nueva York 23   | Tom Reed         | Republicano | 2010             | Nuevo miembro elegido el 23 de agosto de 2022 | Joe Sempolinski (R) · Max Della Pia (D)                                                    |